# Pakicètids
Els pakicètids (Pakicetidae) foren una família de mamífers carnívors del subordre dels arqueocets que visqueren entre l'Eocè inferior i mitjà al Pakistan entre fa 55,8 i fa 30,4 milions d'anys.
Sent cetacis, els pakicètids precediren les balenes i els dofins en la seva transició des de la terra ferma. Com que se n'ha trobat els fòssils a prop de masses d'aigua, es creu que passaven part de la vida a l'aigua.
Pakicetus fou el primer a ser descobert, el 1983 per Philip Gingerich, Neil Wells, Donald Russell i S. M. Ibrahim Shah i totes les espècies han estat trobades en uns pocs jaciments del Pakistan i d'aquí el nom del primer gènere i de la família en general. Es creu que aquesta regió vorejava amb el mar de Tetis a l'època dels pakicètids, fa uns 53 milions d'anys.
Es creu que els pakicètids són els avantpassats dels cetacis moderns a causa de tres caràcters únics dels cetacis: peculiaritats en la posició dels ossos de l'orella dins del crani, el plec d'un os de l'orella mitjana i la configuració de les cúspides de les dents molars.